# Unsere Herzen – Ein Klang
Unsere Herzen – Ein Klang ist ein Dokumentarfilm von Torsten Striegnitz und Simone Dobmeier aus dem Jahr 2022. Die Premiere war am 22. September 2022.

## Handlung
Der Film begleitet mit Simon Halsey einen Chorleiter, mit Judith Kamphues eine Chorleiterin und mit Hyunju Kwon eine angehende Chorleiterin über eine längere Zeit ihres Schaffens.

### Simon Halsey
Der Dirigent wird in dem Film im Kontext verschiedener Chorprojekte vorgestellt; zu Beginn im Rahmen einer Chorleiter-Ausbildung, danach bei einem großen Jugendchor-Treffen. Ein großes Projekt für tausend Chorsänger scheitert an der COVID-19-Pandemie.

### Judith Kamphues
Judith Kamphues wird bei ihrer Arbeit als Gesangspädagogin begleitet und bei einem Chorprojekt mit den Mitarbeiterinnen einer Berliner Frauenarztpraxis.

### Hyunju Kwon
Hyunju Kwon ist eine junge Dirigentin, die in Simon Halseys Meisterkurs und bei der erfolgreichen Aufnahmeprüfung der Hochschule für Musik in Saarbrücken gezeigt wird. Zum Abschluss des Films gewinnt sie den Dirigentenwettbewerb „Fosco Corti – International Competition for Choral Conductors“ in Turin.

## Kritiken
Der Film wurde durchgängig positiv besprochen, wenngleich häufig mit der Einschränkung, er bleibe zu sehr an der Oberfläche.
- Der NDR nennt ihn „eine lebendige und vielschichtige Dokumentation zum Thema Chormusik, mit Porträts von drei sehr spannenden Persönlichkeiten“, beklagt aber eine verschenkte Chance dadurch, dass der „ganz besondere Zauber des Zusammensingens nicht auch im Gespräch ergründet“ werde.[4]
- BR-Klassik bezeichnet den Film als „eine Art dokumentarischer Feel-Good-Movie“, der nur mit Beginn der Corona-Pandemie dramaturgische Fallhöhe erreiche.[5]
- Epd-Film spricht davon, dass der Satz Hyunju Kwons „Ich bin ohne den Chor nichts“ über dem ganzen Film stehen könnte und nennt ihn einen Film „der die Gemeinschaft feiert – empathisch und in weiten Teilen mitreißend im Sog des Gesangs.“[6]